# Ортана (Пенсилванија)
Ортана (енгл. Orrtanna) насељено је место без административног статуса у америчкој савезној држави Пенсилванија.

## Демографија
По попису из 2010. године број становника је 173, што је 4 (2,4%) становника више него 2000. године.
| Група             | 2000.       | 2010.       |
| Белци             | 166 (98,2%) | 170 (98,3%) |
| Афроамериканци    | 0 (0,0%)    | 0 (0,0%)    |
| Азијати           | 1 (0,6%)    | 0 (0,0%)    |
| Хиспаноамериканци | 0 (0,0%)    | 2 (1,2%)    |
| Укупно            | 169         | 173         |